# Filomena Pennacchio

Filomena Pennacchio

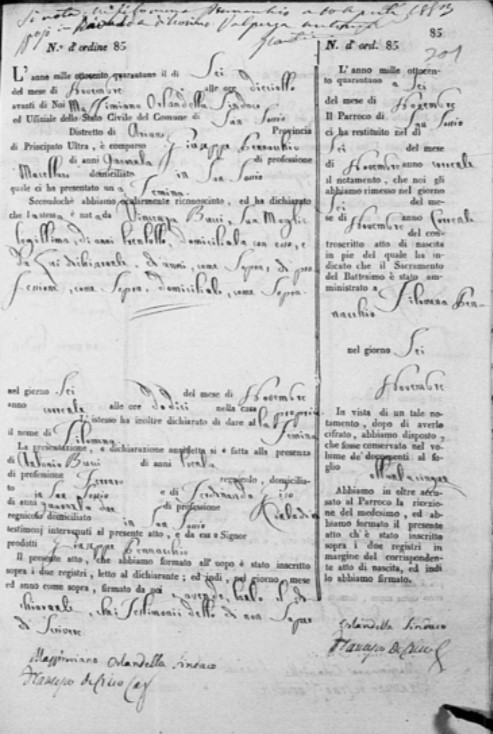
Atto di nascita di Filomena Pennacchio

Filomena Pennacchio (San Sossio Baronia, 6 novembre 1841 – Torino, 17 febbraio 1915) è stata una brigante italiana, fu tra le più note donne che aderirono al brigantaggio postunitario. Nacque a San Sossio Baronia (l'atto di nascita originale è custodito presso l'archivio del comune di San Sossio) nell'allora provincia di Principato Ultra del Regno delle Due Sicilie.

## Biografia
Figlia di Giuseppe Pennacchio, un macellaio, e di Vincenza Bucci, sin da piccola dovette lavorare come sguattera presso alcuni notabili del suo paese, per poter incrementare i miseri guadagni della sua famiglia. Rimase orfana in giovane età, poiché la madre morì quando lei aveva 4 anni e il padre nel 1853 quando lei ne aveva 12.
Contadina e analfabeta, nel 1862, mentre era a servizio nella masseria di Nicola Misso, conosce Giuseppe Schiavone, già famoso brigante di Sant'Agata di Puglia, che la cattura e l’arruola nella sua banda. Tra i due nasce un profondo amore.
La brigantessa Pennacchio si distinse subito per le sue capacità: donna dal temperamento deciso, priva di scrupoli, prese parte a numerose scorribande e imboscate, quasi sempre accanto al suo compagno Schiavone. Era molto ammirata e rispettata dai suoi commilitoni, per il suo fascino e la sua freddezza.
All'età di circa 21 anni mise a segno il suo primo colpo, in un podere di contrada Migliano, nel tenimento del comune di Trevico, contro una donna possidente chiamata Lucia Cataldo, la quale non aveva consegnato a Schiavone denaro e oggetti d'oro che il brigante le aveva ordinato di cedere. Come atto intimidatorio, la Pennacchio, davanti ai suoi occhi, sgozzò il bue di proprietà della donna e se ne andò. Il 4 luglio 1863, in località Sferracavallo, sulla consolare che da Napoli conduce a Campobasso, si rese partecipe dell'uccisione di 10 soldati italiani della 1ª Compagnia del 45º fanteria; assieme a lei vi erano Schiavone, Michele Caruso, Teodoro Ricciardelli e altri 60 uomini circa.
Si narra che in una incursione sull'abitato di San Sossio Baronia Filomena recise le quattro teste di angeli scolpiti in altorilievo agli angoli del basamento di una croce di pietra del 1611.
La relazione tra la Pennacchio e Schiavone non fu accettata da Rosa Giuliani, che da Schiavone era stata tradita per Filomena: gelosa, la Giuliani rivelò al delegato di Candela il nascondiglio dove si trovavano Schiavone e alcuni suoi uomini, che furono catturati dalle truppe sabaude e portati a Melfi. Filomena, in quel momento incinta, non era presente alla cattura del suo uomo: anche lei si trovava a Melfi, ma nascosta in casa della levatrice Angela Battista Prato.
Prima di essere giustiziato, Schiavone chiese di poter vedere Filomena per l'ultima volta. La Pennacchio decise di incontrarlo, lui si inginocchiò e la baciò calorosamente per l'ultima volta, chiedendole perdono. Schiavone sarà fucilato dai militari italiani la mattina del 28 novembre 1864. Ormai sola, gravida e distrutta per la perdita del compagno, la brigantessa si arrese e collaborò con le autorità, contribuendo all'arresto di Agostino Sacchitiello di Bisaccia e la sua banda, le brigantesse (nonché sue amiche) Giuseppina Vitale e Maria Giovanna Tito (quest'ultima allora la compagna di Carmine Crocco). Filomena, dopo il parto di un maschio registrato presso il comune di Melfi  come trovatello il 12 febbraio 1865 a cui il sindaco Vincenzo Mandina darà il cognome di Prigioniero, fu arrestata all'eta di 23 anni.
Al carcere di Potenza vennero scattate le due fotografie che la immortalano. In una è da sola, nell'altra è costretta a posare insieme, per la soddisfazione del nemico vincitore, con Giuseppina Vitale e Maria Giovanna Tito, arrestate proprio in seguito alle delazioni di Filomena.
Condotta davanti al tribunale di guerra di Avellino nel giugno 1865, Filomena fu condannata a 20 anni di lavori forzati presso il carcere duro delle Fenestrelle, che vennero poi ridotti per buona condotta a 9 ed infine a 7 venendo accolta dalle suore dell'Opera Pia Barolo di Torino dove si istruisce. Filomena dopo aver scontato la sua condanna, uscì di prigione e sposò il 10 aprile 1883 un facoltoso uomo di Torino, Antonio Maria Valperga, più giovane di lei. Dedica la sua vita, priva di figli, all’accoglienza ed aiuto agli orfani, ai carcerati, ai poveri. Per queste opere meritevoli il parroco della parrocchia di Nostra Signora delle Grazie, nota come chiesa della Crocetta di Torino, oltre a somministrarle il sacramento della penitenza, fece sì che a Filomena Papa Benedetto XV impartisse la benedizione papale. Morì il 17 febbraio 1915.

### Nella cultura popolare

#### Pubblicazione
Venne definita dall'ufficiale in congedo del regio esercito Angiolo de Witt "la regina delle selve" che la descrisse: "bella, occhi scintillanti, chioma nera e cresputa, profilo greco" nella sua pubblicazione “Storia Politico-Militare del Brigantaggio nelle Provincie Meridionali d'Italia” del 1884.

#### Canzoni
Nella cultura popolare esiste una canzone popolare in dialetto irpino che ricorda le sue gesta:
"Cu nu ruj bott mmano/ cu nu spatone appise/ spara a lu capitano/ ca care nterra accise./
L'aveva corpito nfronte/ cu mira assaje perfetta/ accussì salvato a Peppe/ si vanno a ripusà."
Ovvero:
"Con un fucile in mano/ con uno spadone appeso/ spara al capitano/ che cade a terra ucciso./
L'aveva colpito in fronte/ con una mira molto perfetta/ così salvato a Giuseppe/ si vanno a riposare."
(il capitano è il comandante dell'esercito con cui si scontra la banda di Giuseppe Schiavone in uno dei conflitti a fuoco).
Esiste un'altra canzone popolare di Antonio Stiscia: La tarantella di li briganti
"So arrivati li brianti
So arrivati e songo tanti
Parlano di Masaniello
Vuonno ancora a Francischiello o o o o o
TARANTELLA
Acciduno a li piemontesi
Currunu pi lu paese
Fannu scigli ai benestanti
E preiano a tutti li Santi i i i i i
TARANTELLA
La brianta Filumena
Va a cavallo puru prena
Lu cumpare suiu Schiavone
Spara cu lu trombone ee e e e e
TARANTELLA
Hannu dittu ca so muorti armati
L’hannu accisi mille surdati
Lu rré burbone si ne gghiuto
E natu friscu ave minuto(n’arrivatu natu e scunusciuto).
Sulu na vecchia vistuta nera
Chiagni li figli e si dispera
Va dicennu ca li rignanti
So fitienti tutti quanti
E addinucchiata sui corpi  caldi
Ammaledice a Garibbalde".

#### Altri media
La brigantessa Filomena è interpretata anche nella serie Netflix Briganti, dove però viene chiamata con il cognome errato di De Marco, fondendo in un solo personaggio le storie di due distinte donne.